# Штрбулово
Штрбулово (алб. Shtrubullovë) је насеље у општини Глоговац, Косово и Метохија, Република Србија.

## Становништво
| Демографија | Демографија | Демографија |
| Година      | Становника  | Становника  |
| ----------- | ----------- | ----------- |
| 1948.       | 269         |             |
| 1953.       | 309         |             |
| 1961.       | 386         |             |
| 1971.       | 514         |             |
| 1981.       | 756         |             |
| 1991.       | 982         |             |